# Gerador de tensão
Uma fonte de tensão ou gerador de tensão é qualquer dispositivo ou sistema que gere uma força eletromotriz entre seus terminais ou derive uma tensão secundária de uma fonte primária de força eletromotriz. Uma fonte de tensão primária pode suprir (ou absorver) energia a um circuito, enquanto uma fonte de tensão secundária dissipa energia de um circuito. Um exemplo de fonte primária é uma bateria, enquanto um exemplo de fonte secundária é um regulador de tensão. Em teoria de circuitos elétricos, a fonte de tensão é o dual de uma fonte de corrente.
Considera-se que um gerador de tensão ideal é aquele que gera tensão sempre constante, independentemente da corrente por ele fornecida ao circuito. Nesse caso, a impedância interna do gerador é nula.
Entretanto, para um gerador de tensão real, há desvios das características ideais, uma vez que os elementos que o formam apresentam diversos tipos de perdas, sendo a mais importante a perda por efeito Joule. O gerador de tensão real pode ser modelado associando-se a perda por efeito Joule a uma resistência interna Ri em série com o gerador ideal E. Se nenhuma carga é ligada ao gerador, não há queda de tensão na resistência interna, pois não há corrente elétrica, sendo a perda nula:
{\displaystyle \ V_{s}=E}.
Se uma carga qualquer RL é ligada à saída do gerador, o mesmo fornecerá uma corrente elétrica IS à carga, fazendo com que haja uma queda de tensão na resistência interna:
{\displaystyle \ V_{I}=R_{I}.I_{S}}
Dessa forma, a tensão de saída será menor que a tensão E:
{\displaystyle \ V_{S}<E}
A equação característica de um gerador de tensão real pode ser obtida aplicando-se a Segunda Lei de Kirchhoff na malha formada pelo gerador ideal E, pela resistência interna RI e pela carga RL:
{\displaystyle \ V_{S}=E-R_{I}.I_{S}}
Nesse caso, quanto menor a resistência interna do gerador, menor é a perda e, portanto, melhor é o rendimento do gerador.
A potência elétrica fornecida ao circuito PE é dada por:
{\displaystyle \ P_{E}=V_{S}.I_{S}}
A potência motriz do gerador PM não é necessariamente elétrica, já que o gerador poderia ter outra natureza, como química, eletromecânica, solar, etc. Tal potência é dada por:
{\displaystyle \ P_{M}=E.I_{S}}
A potência dissipada pelo gerador PJ é proveniente da perda por efeito Joule e é dada por:
PJ = RI * IS²
Assim, tem-se que:
{\displaystyle \ P_{E}=P_{M}+P_{J}}
O rendimento n de um gerador é a relação entre a potência elétrica de saída e a potência motriz efetivamente fornecida à carga:
{\displaystyle \ n=P_{E}/P_{M}}
{\displaystyle \ n=V_{S}/E}
Como a relação entre potência elétrica e corrente é parabólica, existe um ponto quiescente em que ocorre a máxima transferência de potência do gerador para a carga PEQM. Tal transferência máxima ocorre quando a corrente é a metade da corrente de curto-circuito ICC ou quando a tensão na carga é a metade da tensão E do gerador, ou seja:
ISQM = ICC / 2.
VSQM = E / 2
Entretanto, para que isso ocorra, é necessário que a resistência de carga RLQM seja igual à resistência interna do gerador RI, uma vez que esses formam um divisor de tensão. Assim, a máxima transferência de potência ocorre quando:
RLQM = RI
A potência máxima:
PEQM = E² / 4 RI
Isso significa que a máxima transferência de potência ocorre quando o rendimento do gerador é 50%.
Da mesma forma, é possível determinar em que condições haverá a máxima transferência de tensão E do gerador para a sua saída, quando o mesmo estiver alimentado por uma carga RL. Para que VS seja o mais próximo possível de E (condição de máxima transferência de tensão), é necessário utilizar uma carga muito maior que a resistência do gerador, ou seja, RL >> RI, o que torna desprezível RI em relação a RL, ou seja:
VS =~ E